# 辻占
辻占（つじうら）とは、日本で行われた占いの一種である。

## 概説
元々の辻占は、夕方に辻（交叉点）に立って、通りすがりの人々が話す言葉の内容を元に占うものであった。この辻占は万葉集などの古典にも登場する。類似のものに、橋のたもとに立って占う橋占（はしうら）がある。夕方に行うことから夕占（ゆうけ）とも言う。偶然そこを通った人々の言葉を、神の託宣と考えたのである。辻は人だけでなく神も通る場所であり、橋は異界との境をなすと考えられていた。京都・一条堀川の戻橋は橋占の名所でもあった。
大阪府東大阪市の瓢箪山稲荷神社で今も行われる辻占は、通りすがりの人の言葉ではなく、その人の性別・服装・持物、同行の人の有無、その人が向かった方角などから吉凶を判断する。まず御籤で1〜3の数字を出し、鳥居の前に立って、例えば御籤で2が出れば2番目に通った人の姿などを記録する。その内容を元に宮司が神意を伺うのである。
江戸時代には、辻に子供が立って御籤（これも一種の占いである）を売るようになり、これも辻占と呼んだ。前述の辻占とは独立に発生したもので、直接の関係はない。さらに、辻占で売られるような御籤を煎餅に入れた辻占煎餅（フォーチュン・クッキーはここから派生したもの）が作られ、これのことも辻占と呼んだ。石川県の金沢市には正月に色とりどりの辻占煎餅を、縁起物として家族で楽しむ風習があり、現在も和菓子店における辻占の製作風景は、年末恒例の風物詩となっている。
1933年（昭和8年）児童虐待防止法が成立。内務省令により児童虐待の例示の一つとして「道路において物品を販売する業務」が明記された。この物品には辻占も含まれており、児童を使用して諸品を販売することが禁じられた。

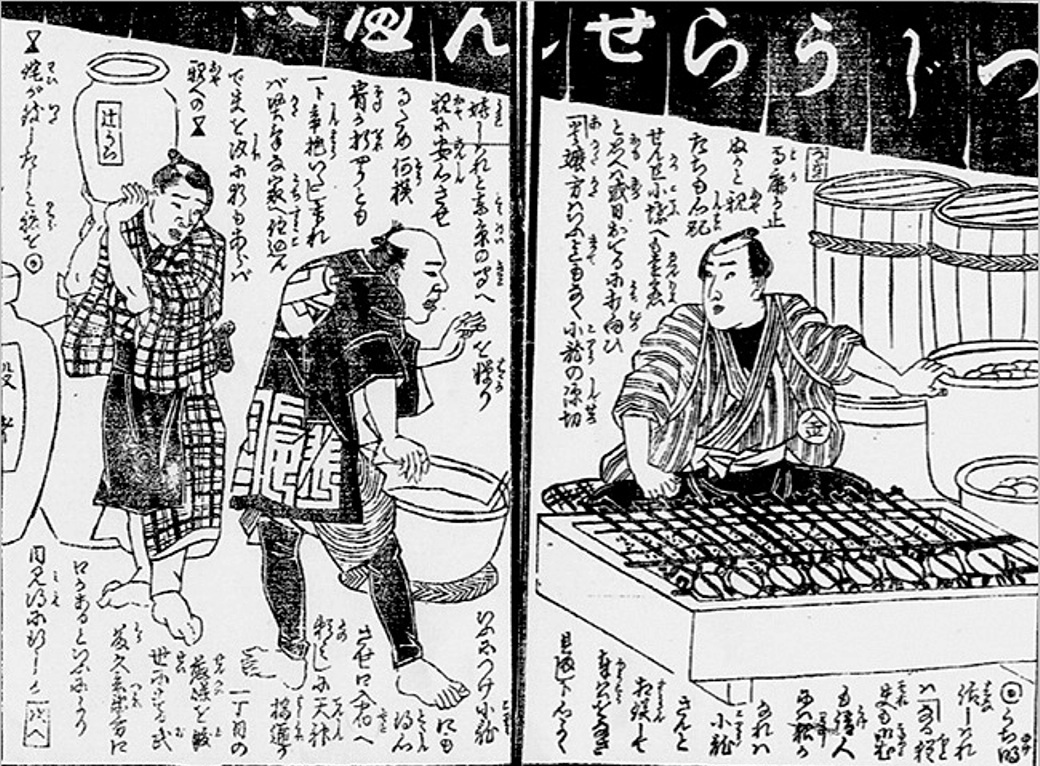
辻占煎餅を焼く様子。『藻汐草近世奇談. 3編下之巻 』篠田仙果 編[他] (青盛堂, 1878) より

## 辻占菓子
占いの紙が入った辻占菓子には、辻占煎餅、辻占昆布、辻占豆、辻占かりん糖などがあった。こうした占い付き菓子は、飲酒や娯楽、夜の街と関係が深く、19世紀半ばに書かれた『守貞謾稿』や同時代の為永春水の『春の若草』に、宴会や吉原の妓楼で辻占菓子を楽しむ描写が登場する。明治・大正期には、辻占売りと呼ばれる行商人が花街などで辻占菓子を売り歩き、昭和に入っても料亭やカフェなどで辻占菓子は酒の合間の娯楽的な菓子として流通した。京都の京阪伏見稲荷駅周辺では、年間を通じて辻占煎餅を販売している店が現存する。